# Resurgam
Resurgam (lat. «я підіймусь знову») — інформаційно-аналітична спільнота у галузі міжнародних відносин та досліджень на основі відкритих даних. Організація займається OSINT-дослідженнями з 2022 року та підготовкою відповідних звітів. 29 березня 2025 року Resurgam опублікував звіт “Танки, бази та заводи Московії станом на початок 2025 року”, в якому було проаналізовано російські резерви танків та бронетехніки за допомогою супутникових знімків та відкритих даних. Цей звіт був використаний для публікацій у шведській телевізійній мережі SVT (Sveriges Television), а також процитований у низці європейських ЗМІ.

## Основні напрямки діяльності
Resurgam проводить аналітичні дослідження щодо міжнародних подій та тенденцій у різних регіонах світу, але передусім у таких, як країни східної Європи та Україна, ЄС та євроатлантичні відносини.
Матеріали досліджень охоплюють геополітичні процеси, питання безпеки та аналіз ризиків для демократії. Проєкт оцінює загрози, які несуть для вільного світу авторитарні держави — Росія, Китай, Іран та Північна Корея.
Проєкт здійснює OSINT-дослідження та розслідування, зокрема щодо військових конфліктів та питань безпеки. Значна частина їхньої роботи присвячена війні Росії проти України.

## Дослідження
Організація займається OSINT-дослідженнями з 2022 року та підготовкою відповідних звітів. Наприклад, 29 березня 2025 року Resurgam опублікував звіт “Танки, бази та заводи Московії станом на початок 2025 року”, в якому було проаналізовано російські резерви танків та бронетехніки за допомогою супутникових знімків та відкритих даних. Цей звіт був використаний для публікацій у шведській телевізійній мережі SVT (Sveriges Television), а також процитований у низці європейських ЗМІ, таких як: La Razón і HuffPost в Іспанії, WP Tech і Forsal у Польщі, Technologijos у Литві, BulgarianMilitary.com у Болгарії, Security Magazin у Чехії, Defense Romania у Румунії, американському агрегаторі новин MSN тощо.
Resurgam також має YouTube-канал, на якому опубліковані такі відео, як “Чи може Європа відновити власний потенціал та повернути “європейське сторіччя”?” та “Чи здатна Європа створити автономну ядерну парасольку?”.
Дослідження Resurgam часто цитують українські та європейські медіа.